# Піраміда G3-a

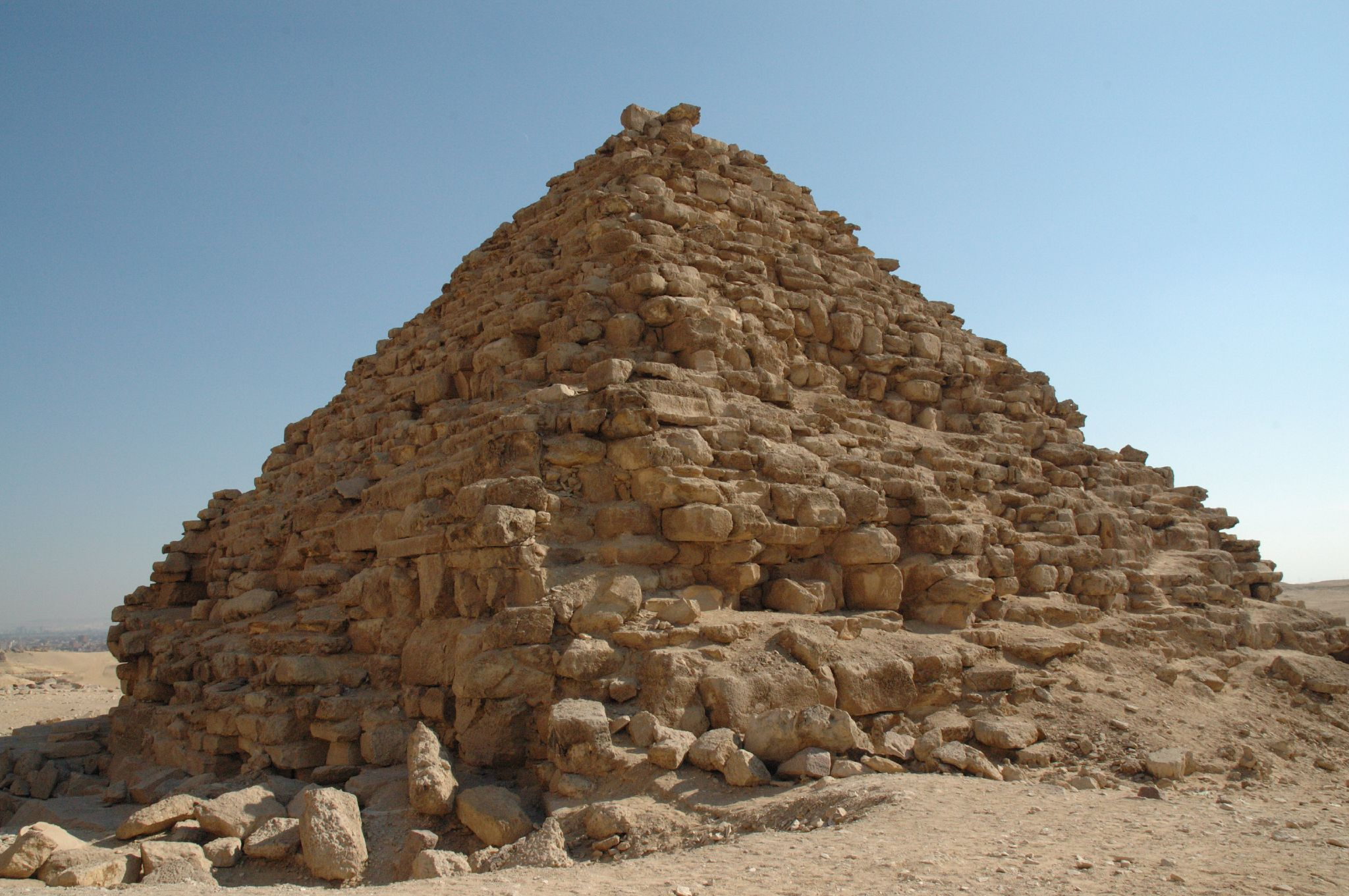
Піраміда G3a

G3a (також G3a, G3 a, GIIIa) — одна з трьох пірамід-супутниць піраміди Мікерина. Розташована на південь від піраміди Мікерину в Некрополі Гізи. Є найбільшою і східною з трьох пірамід цариць. Побудована за часів IV династії, імовірно для цариці Хамерернебті II. Розмір основи піраміди 44,3 м, висота 28,3 м. Спочатку вона була облицьована гранітом, подекуди облицювання збереглося. Вхід в піраміду розташований з північного боку. У похоронній камері був саркофаг з червоного граніту, вбудований в паз в стіні. Піраміда була пограбована ще в давнину. Всередині були знайдені фрагменти кераміки. До піраміди був прибудований невеликий похоронний храм, стіни якого зроблені з цегли-сирцю і вапняку.

## Галерея

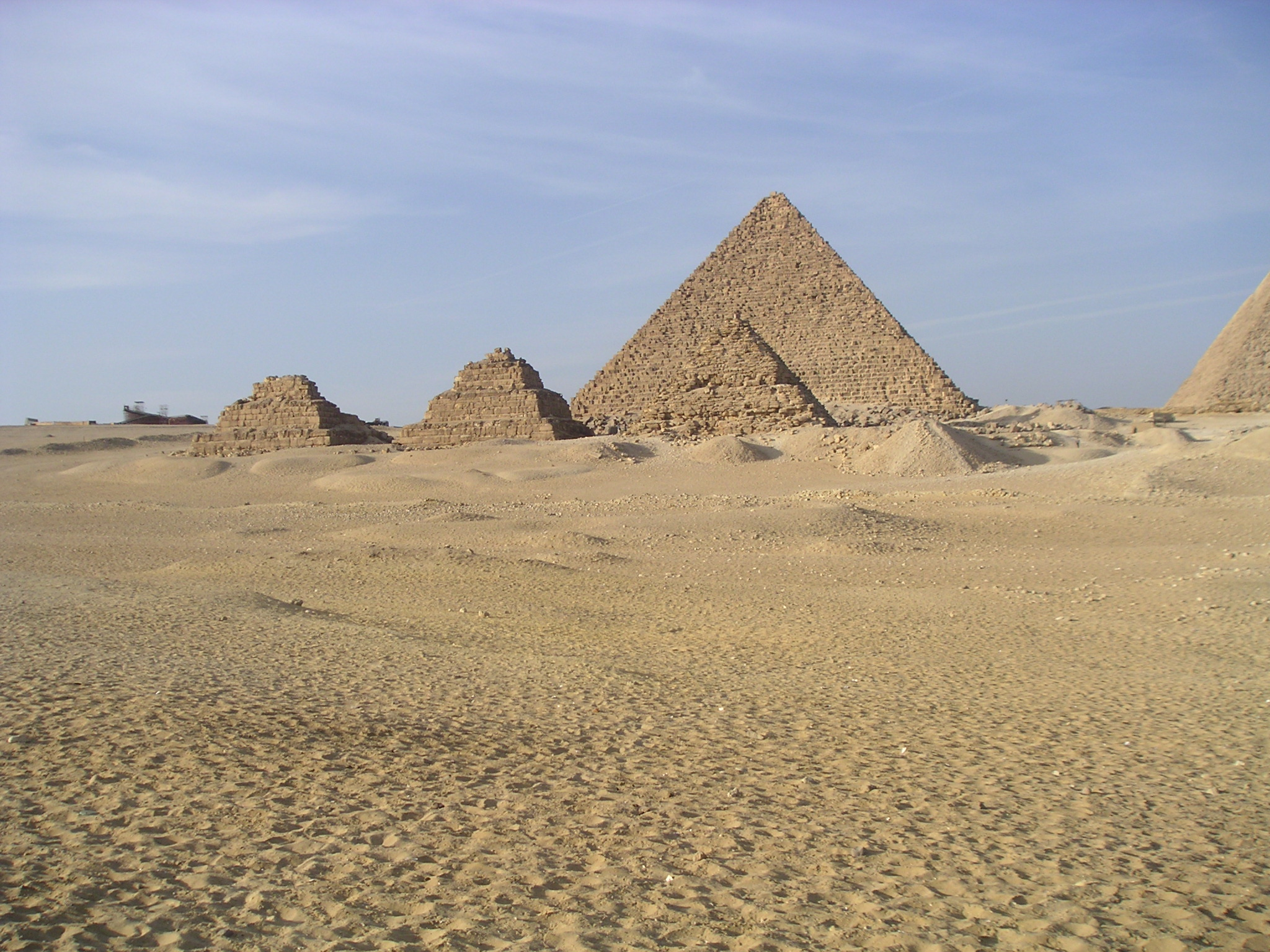
Загальний план пірамід-супутниць
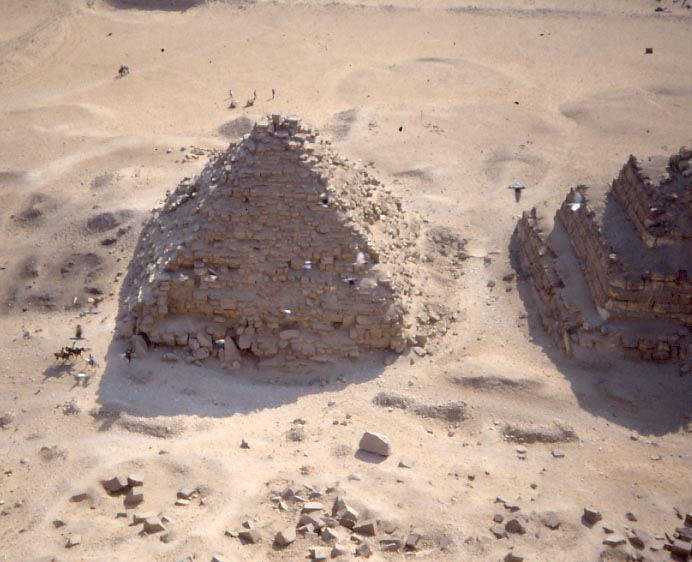
Вид згори на піраміду G3a